# オメガ (アルバム)
『オメガ』 (Omega) は、2010年に発表されたエイジアの通算11枚目のオリジナルアルバムである。

## 解説
2008年にオリジナルメンバーで再結成を果たしたエイジアの作品である。アルバムタイトルとなった『オメガ』 (ω) はギリシャ文字で24番目、すなわち最後の文字を指す。これは1983年に発表された『アルファ』 (α) がギリシャ文字で最初の文字を意味していたことから、エイジアの1つの到達点としてつけられた。また、作曲のクレジットにジョン・ウェットンとスティーヴ・ハウの共作が含まれていることから、この2人の確執は解消され、今まで以上にバンドとしての結束力が高まっていることが証明された。

## 収録曲
無記入はすべてジョン・ウェットンとジェフ・ダウンズの共作。(Wetton/Downes)
1. フィンガー・オン・ザ・トリガー "Finger on the Trigger"_4:30
2. スルー・マイ・ヴェインズ "Through My Veins"(Howe/Wetton)_5:08
3. ホーリー・ウォー "Holy War"_6:00
4. エヴァー・ユアーズ "Ever Yours"-4:05
5. リッスン、チルドレン "Listen,Children"_5:56
6. エンド・オブ・ザ・ワールド "End of the World"_5:39
7. ライト・ザ・ウェイ "Light the Way"(Howe/Wetton)_5:10
8. アイム・スティル・ザ・セイム "I'm Still the Same"_4:44
9. ゼア・ワズ・ア・タイム "There was a Time"_5:57
10. ドロップ・ア・ストーン "Drop a Stone"(Wetton/Downes/Howe/Palmer)_5:09
11. アイ・ビリーヴ "I Believe"_4:42
12. ドント・ワナ・ルーズ・ユー・ナウ "Don't Wanna Lose You Now"_4:46

- 10曲目は日本盤のボーナストラック。ヨーロッパ盤では8曲目に「Emily」という曲が収録されている。

## メンバー
- ジョン・ウェットン - ボーカル、ベース・ギター
- スティーヴ・ハウ - エレクトリック・ギター、アコースティック・ギター、スティール・ギター
- ジェフ・ダウンズ - キーボード
- カール・パーマー - ドラムス、パーカッション